# It's All Over But The Crying
«It's All Over but the Crying» es un sencillo que apareció originalmente en el cuarto álbum de estudio de Garbage, (Bleed Like Me) lanzado el 2005. Posteriormente apareció en la compilación de Greatest Hits, Absolute Garbage lanzado el 2007. Se rumoreaba como el posible segundo sencillo del álbum. La canción ha sido mezclada por Jeremy Wheatley para su inclusión en la recopilación de remixes de Absolute Garbage.

## Canción
En septiembre de 2005, “It's All Over but the Crying” estaba siendo considerado por la disquera Geffen Records como un potencial tercer sencillo en los Estados Unidos y por A&E Records como un potencial cuarto sencillo en el Reino Unido del álbum Bleed Like Me. Debido a la separación temporal de la banda el lanzamiento del sencillo nunca se realizó. El 22 de mayo de 2007, la canción fue listada en Allmusic para un probable lanzamiento el 10 de septiembre. Este lanzamiento nunca fue confirmado, pero hubiese ayudado a incrementar las ventas del álbum de grandes éxitos de la banda, puesto que el primer sencillo, "Tell Me Where It Hurts", no logró escalar muchas posiciones en las listas. Ningún nuevo sencillo fue programado.

## Créditos
| Producción - Escrita y compuesta por Garbage - Grabada en Smart Studios localizado en Madison, Wisconsin - Ingeniería de audio: Billy Bush - Mezcla de audio: Butch Vig en Smart Studios - Masterización del álbum : Emily Lazar (The Lodge, Nueva York) - Asistente de masterización: Sarah Register (The Lodge) Absolute Garbage remix - Remix y producción: Jeremy Wheatley. - Programación adicional: Brio Taliaferro. - Mezclado en Twenty One Studios, asistido por Richard Edgeler. - Ingeniería de audio: Billy Bush - Masterización: Emily Lazar y Sarah Register (The Lodge) - Asistente de masterización: Joe LaPorta |